# بيركهولدرية ديلوورثية
بيركهولدرية ديلوورثية (الاسم العلمي: Burkholderia dilworthii) هي نوع من البكتيريا، سلبية الغرام، تتبع جنس البيركهولدرية.